# Françoise Dethier
Françoise Dethier (Acosse, 20 mei 1965) is een gewezen Belgische atlete, die zich had toegelegd op de hordenummers. Ze werd driemaal Belgisch kampioene.

## Biografie
Francoise Dethier behaalde tussen 1980 en 1982 op de lage horden drie opeenvolgende Belgische titels bij de jeugd. In 1983 nam ze op de 400 m horden deel aan de Europese kampioenschappen voor junioren. Ze werd uitgeschakeld in de halve finale.
In 1985 behaalde ze haar eerste titel bij de senioren. In tegenstelling tot haar tweelingzus Sylvia kon ze zich nooit plaatsen voor een internationaal kampioenschap. In 1995 stopte ze met atletiek.

### Clubs
Françoise Dethier begon haar carrière bij Hannut Athlétisme en volgde daarna haar zus naar CA Brabant Wallon (CABW).

## Titels

### Belgische kampioenschappen
| Onderdeel    | Jaar             |
| ------------ | ---------------- |
| 400 m horden | 1985, 1991, 1993 |

## Persoonlijke records
| Onderdeel    | Prestatie | Datum | Plaats |
| ------------ | --------- | ----- | ------ |
| 400 m horden | 57,73 s   | 1994  |        |

## Palmares

### 400 m
- 1993:  BK AC indoor - 56,84 s
- 1994:  BK AC indoor - 56,65 s

### 400 m horden
- 1983: 7e ½ fin. Europese kampioenschappen junioren in Schwechat  - 60,72 s
- 1985:  BK AC - 59,75 s
- 1991:  BK AC - 59,5 s
- 1993:  BK AC - 58,02 s
- 1994:  BK AC - 58,08 s
- 1995:  BK AC - 58,52 s